# Ramsin Azizsir
Ramsin Azizsir (* 12. Juni 1991 in Hof/Saale) ist ein deutscher Ringer.

## Biografie
Azizsir wurde als Sohn iranisch/ungarischer Eltern in Hof/Saale geboren und begann dort als Jugendlicher beim ASV Hof mit dem Ringen. Trainiert wurde er dabei von Horst Zeh und Roland Kastner. Er konzentrierte sich ganz auf den griechisch-römischen Stil und war bereits als Junior auf nationaler und dann auch auf internationaler Ebene sehr erfolgreich. Seit 2009 ist er Angehöriger der Sportförder-Kompanie der Bundeswehr in Bruchsal und wird von Markus Scherer und von Jannis Zamanduridis trainiert.
2007 wurde er deutscher Meister bei der A-Jugend (intern. Bezeichnung: Juniors) in der Gewichtsklasse bis 76 kg Körpergewicht. Bei der Junioren-Europameisterschaft der Altersgruppe Cadets in Warschau im gleichen Jahr kam er in derselben Gewichtsklasse auf den 11. Platz. 2008 wurde er wieder deutscher Meister bei der A-Jugend und kam bei der Junioren-Europameisterschaft in Daugavpils, wieder in der Gewichtsklasse bis 76 kg KG nach Siegen über den Ungarn Baloghi und Attila Tamas aus Rumänien und einer Niederlage geen Aslan Atem aus der Türkei auf den 8. Platz.
2009 gewann Azizsir erstmals den Titel eines deutschen Juniorenmeisters (Altersgruppe bis 20) im Mittelgewicht und feierte anschließend bei der Junioren-Europameisterschaft in Tiflis den größten Erfolg seiner bisherigen Ringerlaufbahn, denn er wurde dort mit Siegen über Martin Nilsson, Norwegen, Cyril Vescan, Frankreich, David Gamsatow, Russland, Artur Alexanjan, Armenien und Murtaza Tagchijew, Aserbaidschan, Junioren-Europameister. Vor der Junioren-Weltmeisterschaft 2009 in Ankara verletzte er sich im Training, so dass er dort nicht im Vollbesitz seiner Kräfte antreten konnte. Er verlor deshalb dort seinen ersten Kampf gegen Artur Alexanjan knapp nach Punkten und musste vorzeitig ausscheiden. Er war in diesem Jahr auch schon bei den deutschen Meisterschaften der Senioren am Start und belegte dort als noch nicht einmal Achtzehnjähriger hinter Jan Fischer, KSV Köllerbach und Bernhard Mayr, SC Anger, den 3. Platz.
2010 wurde Azizsir wieder deutscher Juniorenmeister im Mittelgewicht, kam bei den deutschen Meisterschaften bei den Senioren nach einer Niederlage gegen Bernhard Mayr nur auf den 9. Platz. Bei der Junioren-Europameisterschaft 2010 in Samokow/Bulgarien konnte er seinen Titel im Mittelgewicht nicht verteidigen, weil er gegen den Franzosen Cyril Vescan eine knappe 1:2-Runden Niederlage hinnehmen musste. Da Vescan die Endkämpfe nicht erreichte, konnte er in der Trostrunde nicht weiterringen und belegte den 14. Platz.
2011 wurde Azizsir bei der deutschen Juniorenmeisterschaft im Mittelgewicht im Finale überraschend von Peter Öhler, VfK Mühlenbach, nach Punkten geschlagen und kam deshalb „nur“ auf den zweiten Platz. Dafür sorgte er bei der deutschen Meisterschaft der Senioren wenige Wochen später für eine Überraschung, als er in Herbrechtingen den vielfachen deutschen Meister und zweimaligen Medaillengewinner bei Europameisterschaften Jan Fischer gleich im ersten Kampf nach Punkten schlug. Im weiteren Verlauf dieser Meisterschaft besiegte er auch Peter Öhler und im Endkampf Rene Zimmermann vom RSV Hansa 90 Frankfurt (Oder) und wurde damit mit 19 Jahren erstmals deutscher Meister bei den Senioren.
Bei der Junioren-Europameisterschaft in Zrenjanin besiegte er 2011 im Mittelgewicht Carl Persson aus Schweden, Pawel Pamitschuk, Belarus und Mowsar Duguchiew, Russland und stand damit im Finale gegen Chan Belentschuk aus der Ukraine, dem er einen offenen Kampf lieferte, den er aber knapp nach Punkten unterlag (0:1, 0:2). Bei der Junioren-Weltmeisterschaft 2011 in Bukarest siegte er in seinem ersten Kampf über Dimitrios Papadopoulos aus Griechenland, verlor aber seinen zweiten Kampf knapp gegen Tadeusz Michalik aus Polen, womit er ausschied und nur den 11. Platz belegte.
Sowohl bei den Europameisterschaften 2012 in Belgrad, als auch bei den Europameisterschaften 2013 in Tiflis verlor er jeweils in der ersten Runde gegen Jim Eric Pettersson aus Schweden bzw. gegen Antti Hakala aus Finnland und belegte dadurch nur die Plätze 19. bzw. 20. Für die Teilnahme an den Olympischen Spielen 2012 in London konnte er sich nicht qualifizieren. Hoffnung schöpfen konnte er aber wieder durch einen hervorragenden 3. Platz beim „Wladyslaw-Pytlasinski“-Memorial 2013 in Warschau, wo ein Großteil der Weltelite versammelt war.
Bei den Weltmeisterschaften 2014 in Taschkent erreichte er den fünften Rang. Im Kampf um Bronze unterlag er dem ukrainischen Europameister Schan Belenjuk. Zuvor hatte er gegen Vizeweltmeister Saman Tahmasebi aus Aserbaidschan nur knapp mit 2:3 verloren.
Im Oktober 2014 gelang es Azizsir in Fort Dix/Vereinigte Staaten CISM-Militär-Weltmeister zu werden. Im Finale bezwang er dabei Damian Janikowski aus Polen.
Ein weiterer großer Erfolg gelang ihm im Juni 2015 bei der im Rahmen der 1. Europa-Spiele in Baku ausgetragenen Europameisterschaft. Er gewann dort im Mittelgewicht eine Bronzemedaille. Auf dem Weg zu dieser Medaille besiegte er Damian Janikowski, verlor dann gegen Dawit Tschakwetadse, Russland und schlug Amer Hrustanovic, Österreich und Neven Žugaj aus Kroatien nach Punkten.
Den Sprung zu den Olympischen Spielen 2016 in Rio de Janeiro verpasste Azizsir knapp. Dafür gelang ihm bei der Europameisterschaft 2017 in Novi Sad ein weiterer Medaillengewinn. Nach einem großartigen Wettkampf, in dem er im Mittelgewicht Andrei Michailoowski, Belarus und Maksim Manukjan besiegt hatte, verlor er im Halbfinale hauchdünn gegen Metehan Başar aus der Türkei bei Punktegleichstand von 3:3 nur auf Grund der höheren Wertung Basars. Im Kampf um die Bronzemedaille schlug er Juri Schkriuba aus der Ukraine knapp mit 1:0 Punkten.
Seit 2024 spelt er für den Kreisligisten TSV Köditz.

## Internationale Erfolge
| Jahr | Platz | Wettbewerb                                    | Gewichtsklasse | Ergebnis |
| 2007 | 11.   | Junioren-EM (Cadets) in Warschau              | bis 76 kg KG   | |
| 2008 | 3.    | Intern. Junioren-Turnier in Antalya           | bis 76 kg KG   | nach Siegen über Lumberi, Georgien u. Kanew, Bulgarien, einer Niederlage gegen Aslan Atem, Türkei u. einem Sieg über Dimow, Bulgarien                                                                           |
| 2008 | 8.    | Junioren-EM (Cadets) in Daugavpils            | bis 76 kg KG   | nach Sieg über Baloghi, Ungarn, Niederlage gegen Aslan Atem u. Sieg über Attila Tamas, Rumänien |
| 2009 | 3.    | Fila-Junioren-Turnier in Frankfurt (Oder)     | Mittel         | hinter Tomas Tarino, Finnland u. Aslan Atem, gemeinsam mit Nikolai Bajralkow, Bulgarien |
| 2009 | 3.    | Intern. Junioren-Turnier in Antalya           | Mittel         | nach einem Punktsieg über Robert Papp, Rumänien im Kampf um den 3. Platz |
| 2009 | 1.    | Junioren-EM (Juniors) in Tiflis               | Mittel         | nach Siegen über Martin Nilsson, Norwegen, Cyril Vescan, Frankreich, David Gamsatow, Russland, Artur Aleksanjan, Armenien u. Murtaza Tagchijew, Aserbaidschan                                                   |
| 2009 | 23.   | Junioren-WM (Juniors) in Ankara               | Mittel         | nach einer Niederlage gegen Artur Alexanjan (Sieger: Goldasteh Ghorbani, Iran vor Alan Tschugajew, Russland, Tomas Tarino u. Artur Alexanjan)                                                                   |
| 2010 | 14.   | Junioren-EM (Juniors) in Samokow/Bulgarien    | Mittel         | nach einer Niederlage gegen Cyril Vescan |
| 2011 | 1.    | Intern. al Romaniel Pentru Turnier            | Mittel         | vor Attila Tamas, Rumänien, Tadeusz Michalik, Polen u. Peter Öhler, Deutschland |
| 2011 | 2.    | Junioren-EM (Juniors) in Zrenjanin            | Mittel         | nach Punktsiegen über Carl Persson, Schweden (1:0, 3:0), Pawel Pamintschuk, Belarus (4:2, 5:0) und Mowsar Duguchiew, Russland (1:3, 3:0, 4:0) und einer Punktniederlage gegen Chan Beleniuk, Ukraine (0:1, 0:2) |
| 2011 | 11.   | Junioren-WM in Bukarest                       | Mittel         | nach einem Sieg über Dimitrios Papadopoulos, Griechenland und einer Niederlage gegen Tadeusz Michalik, Polen |
| 2012 | 5.    | Granma-Cup in Havanna                         | Mittel         | hinter Pablo Enrique Shorey Hernandez, Kuba, Jordan Holm, USA, Charles Betts, USA und Andrea Minguzzi, Italien                                                                                                  |
| 2012 | 19.   | EM in Belgrad                                 | Mittel         | nach einer Niederlage gegen Jim Eric Pettersson, Schweden |
| 2012 | 8.    | Olympia-Qualif.-Turnier in Sofia              | Mittel         | nach einem Sieg über Peter Balo, Serbien und Niederlagen gegen Amer Hrustanovic, Österreich und Hrach Hovhaniisjan, Armenien                                                                                    |
| 2012 | unpl. | Olympia-Qualif.-Turnier in Taiyuan/China      | Mittel         | |
| 2013 | 4.    | Thor-Masters in Nyköbing                      | Mittel         | hinter Artur Schinjan, Armenien, Jim Eric Pettersson und Maksim Manukjan, Armenien |
| 2013 | 12.   | Dan Kolow & Nikola Petrow-Memorial in Plowdiw | Mittel         | Sieger: Christo Marinow, Bulgarien vor Ahmet Yildirim, Türkei |
| 2013 | 20.   | EM in Tiflis                                  | Mittel         | nach einer Niederlage gegen Antti Hakala, Finnland |
| 2013 | 3.    | „Wladyslaw-Pytlasinski“-Memorial in Warschau  | Mittel         | hinter Viktor Lőrincz, Ungarn und Damian Janikowski, Polen, gemeinsam mit Aleksandr Kazakevič, Litauen |
| 2014 | 5.    | WM in Taschkent                               | Mittel         | hinter Melonin Noumonvi, Frankreich, Saman Tahmasebi, Aserbaidschan, Schan Belenjuk, Ukraine und Viktor Lörincz                                                                                                 |
| 2014 | 1.    | CISM-Militär-WM in Fort Dix/USA               | Mittel         | vor Damian Janikowski, Laimutis Adomaitis, Litauen und Maksim Manukjan |
| 2015 | 3.    | Europaspiele/EM in Baku                       | Mittel         | nach einem Punktsieg über Damian Janikowski, einer Niederlage gegen Dawid Tschakwetadse, Russland und Siegen über Amer Hrustanovic, Österreich und Neven Žugaj, Kroatien                                        |
| 2016 | 2.    | Thor-Masters in Nyköbing                      | Mittel         | hinter Denis Kudla, Deutschland, vor Aleksandr Kazakevič |
| 2016 | 5.    | Olympia-Qualif.-Turnier in Ulaanbaatar        | Mittel         | hinter Jawid Gamsatow, Belarus, Maksim Manukjan, Zakarias Berg, Schweden und Amer Hrustanovic |
| 2016 | 2.    | Großer Preis von Deutschland in Dortmund      | Mittel         | hinter Tadeusz Michalik, Polen, vor Denis Kudla und Metehan Başar, Türkei |
| 2017 | 3.    | EM in Novi Sad                                | Mittel         | nach Siegen über Andrei Michailowski, Belarus und Maksim Manukjan, einer Niederlage gegen Metehan Basar und einem Sieg über Juri Schkriuba, Ukraine                                                             |
| 2018 | 2.    | Thor-Masters in Nyköbing/Dänemark             | bis 87 kg      | hinter Denis Kudla (Ringer), Deutschland, vor Kristoffer Zakarias Berg und Emil Sandahl, bde. Schweden |

## Deutsche Meisterschaften
| Jahr | Platz | Altersgruppe | Gewichtskl.  | Ergebnis |
| 2006 | 1.    | B-Jgd.       | bis 69 kg KG | Falk Bollinger (freier Stil)                                                                                                  |
| 2007 | 1.    | A-Jgd.       | bis 76 kg KG | vor Tom Linke, Greifswald u. Wladimir Kurle, Hürth                                                                            |
| 2007 | 4.    | Junioren     | Welter       | hinter Damian Hartmann, Potsdam, Stefan Stäbler, Musberg u. Ilyas Özdemir, Witten                                             |
| 2008 | 1.    | A-Jgd.       | bis 76 kg KG | vor Robert Karkusow, Ludwigshafen am Rhein u. Peter Öhler, VfK Mühlenbach                                                     |
| 2008 | 3.    | Junioren     | Mittel       | hinter Felix Radinger, Gailbach u. Thomas Leffler, Jena                                                                       |
| 2009 | 1.    | Junioren     | Mittel       | vor Thomas Leffler, Tom Linke und Peter Öhler                                                                                 |
| 2009 | 3.    | Senioren     | Mittel       | hinter Jan Fischer (Ringer), KSV Köllerbach u. Bernhard Mayr, SC Anger                                                        |
| 2010 | 1.    | Junioren     | Mittel       | vor Robert Karkusow und Peter Öhler                                                                                           |
| 2010 | 9.    | Senioren     | Mittel       | nach Niederlage (Verletzung) gegen Bernhard Mayr (Sieger: Jan Fischer vor Bernhard Mayr)                                      |
| 2011 | 2.    | Junioren     | Mittel       | hinter Peter Öhler |
| 2011 | 1.    | Senioren     | Mittel       | vor Rene Zimmermann, RSV Hansa 90 Frankfurt (Oder) u. Jan Fischer                                                             |
| 2012 | 9.    | Senioren     | Mittel       | Sieger: Denis Kudla (Ringer), VfK Schifferstadt vor Bastian Kurz, RSV Frankfurt (Oder) und Eugen Ponomartschuk, SV Burghausen |
| 2015 | 3.    | Senioren     | Mittel       | hinter Denis Kudla und Jan Fischewr                                                                                           |

Erläuterungen
- alle Wettbewerbe im griechisch-römischen Stil
- WM = Weltmeisterschaft, EM = Europameisterschaft
- Weltergewicht, bis 74 kg, Mittelgewicht, bis 2013 bis 84 kg, seit 2014 bis 85 kg Körpergewicht